# Жаніс Ліпке
Жаніс Ліпке (латис. Žanis (Jānis) Lipke; нар. 1 лютого 1900, Мітава, Ліфляндська губернія, Російська імперія — пом. 14 травня 1987, Рига, СРСР) — латвійський праведник світу, який врятував від загибелі під час німецької окупації в Ризі 56 євреїв.

## Життєпис
Батько Яніса був бухгалтером. Сам Яніс закінчив лише три класи, а в 1917 році записався в полк Латиських червоних стрільців і, за чутками, безпосередньо брав участь в охороні Володимира Леніна. У роки участі у військовому русі стрільців Ліпке отримав своє прізвисько Жаніс. Після того, як революційні події в Росії закінчилися, Ліпке повернувся до Латвії, де на початку листопада 1919 року брав участь у боях проти армії Павла Бермондта-Авалова. Після поразки бермонтіади Жаніс у 1920-ті роки долучився до мирного життя, одружився і влаштувався докером в Ризький порт.
У 1930-ті роки Ліпке займався контрабандою товарів класу люкс (мережива, марочний алкоголь), двічі — у 1937 та 1939 роках) був покараний суттєвими штрафами за це (314 латів і 902 лати). Він втік з-під арешту, а потім прийшла радянська влада і старі справи були закриті.
Однак звичка діяти на свій страх і ризик в обхід закону, на думку правозахисника Володимира Ліндермана, стала основою для подальшої історії спасіння, яка не має собі рівних на окупованих фашистами територіях.

## Подвиг
1 липня 1941 року Рига була окупована німецькими військами, а вже через 4 дні запалала хоральна синагога, яка знаходилася в Московському форштадті. Німецьким окупантам активно допомагали загони місцевих колабораціоністів, що виконувала чорну роботу. Друга половина 1941 року обернулася справжньою трагедією для єврейського населення країни. У будинок до Ліпки, що розташовувався на острові Кіпсала (річка Даугава в межах Риги), на вулиці Мала Баласту Дамбіс, 8, прибув загін допоміжної поліції Третього Рейху шуцманів із завданням заарештувати доньку Жаніса Айну, яка була комсомолкою. Доньки Ліпке поліцейські вдома не знайшли. Розлючені поліцаї жорстоко побили главу сім'ї, дружину Йоганну і синів Алфреда та Зіґфріда.
Можливо, саме після цієї події Ліпке вирішив присвятити себе справі порятунку євреїв. Він розпрощався з роботою докера і влаштувався до «червоних комор» (біля Центрального ринку, де розташовувався місцевий штаб люфтваффе (там укомплектовувалися матеріали для військових потреб), щоб полегшити завдання порятунку. Йому допомагало також знання німецької мови — воно як би наближало його до німецького керівництва і підносило в очах простих охоронців-латишів.
Будучи відповідальним за прийом нових співробітників, Ліпке отримав можливість відбирати для роботи в складських приміщеннях люфтваффе в'язнів Ризького гетто. Жаніс Ліпке отримав необмежену можливість проходити на територію гетто і самостійно брати участь у відборі в'язнів. Йому давалася можливість виводити групу в'язнів (всього 10 осіб) вдень на роботу, а під вечір повертати під конвоєм назад.
Охоронці гетто вели облік не за прізвищами, а за головами, що було на руку Ліпке для вчинення підроблення, у чому брали участь перевірені спільники Жаніса. До вечора з десяти виведених з в'язнів гетто поверталися сім або вісім, врятовані розміщувалися в схованці, а замість них в одяг в'язнів з характерними жовтими зірками переодягалися спільники Ліпке і він сам. Пройшовши контроль, вони потім спокійно знімали одяг з «зірками Давида» і залишали гетто.
Подібних трюків Ліпке вигадав кілька. Наймаючись до німецьких офіцерів доставляти меблі, конфісковані в гетто, він разом з меблями вивозив і євреїв. У такому випадку вантаж ніхто не перевіряв.
Він діяв не один: у створеній ним партизанській підпільній мережі брало участь близько 25 осіб, тому що врятованих треба було безпечно вивезти в укриття, годувати, а під кінець своєї операції Ліпке також озброїв всі групи врятованих стрілецькою зброєю і гранатами. Боєприпаси Ліпке зі спільниками отримали, викравши німецьку військову вантажівку.
Жаніс та його товариші, ризикуючи життям і підставляючи під ризик свої сім'ї, зуміли врятувати від неминучої смерті 56 євреїв з гетто і концтабору «Рига-Кайзервальд». Врятованих спочатку він ховав у господарських прибудовах на своїй ділянці, а потім переправляв на хутори в Добельському районі до селян, яким довіряв. В бункері розміром 3 на 3 метри, який Ліпке викопав на подвір'ї свого будинку, часто подовгу перебувало від 8 до 12 осіб. Один вихід з бункера був під собачою будкою, а другий виходив на березі Даугави.
Траплялося, що до Ліпке потай приходили в'язні, яким вдавалося втікати із-за колючого дроту гетто. В телефонній будці біля ризького Повітряного мосту олівцем було видряпано адресу Жаніса. Звістка про це джерело поширювалася серед друзів і знайомих і доходила до в'язнів гетто. В Ризі, так само як і у всій Латвії, знаходилися люди, які на свій страх і ризик брали участь у порятунку єврейського населення. Разом вони, ризикуючи життями, транспортували врятованих євреїв від Червоних комор до місця укриття. До кінця війни єврейське населення Риги практично поголовно було винищено у місцях масових розстрілів — станції Румбула і Шкіротава. Багатьох рятівників євреїв не пошкодували загони шуцманів.
1 грудня Ліпке зі своїм восьмирічним сином став свідком чергової кривавої розправи. Тоді він сказав своєму маленькому синові: «Дивись, синку, дивись і запам'ятай це на все життя».
На початку 1942 року, після посилення утримання в'язнів Ризького гетто Ліпке, як і багатьом іншим жителям вдавалося непомітно для охорони передати продукти харчування за колючий дріт. Тоді в гетто проживали євреї, яких етапували із-за кордону. Ліпке познайомився з багатьма врятованими, підтримував зв'язок між в'язнями гетто, на їхнє ж прохання розшукував зниклих безвісти людей. Згодом він почав ховати врятованих в'язнів і на території свого хутора Решні, в Курляндії. Водії Янковський і Бріедіс, як і раніше, допомагали йому у перевезенні людей. Не раз Липці доводилося йти на хитрощі (іноді справа доходила до підкупу — на стіл виставлявся шнапс), коли шуцмани, до яких доходили чутки про діяльність Ліпке, влаштовували жорстокі спонтанні обшуки на території його будинку на Кіпсале та хуторах. Аби збити зі сліду поліцейських собак, дружина Ліпке Йоханна у великих кількостях купувала і розсипала у дворі ароматичний тютюн.

## Після війни
Після війни Ліпке продовжував жити й працювати в Ризі, почав багато подорожувати. У 1960-ті роки меморіальний комплекс Яд Вашем почав вести активну діяльність, спрямовану на увічнення пам'яті рятівників євреїв у роки Голокосту. Зібравши багатий матеріал (показання свідків, клопотання родичів і знайомих Ліпке, документальні дані німецьких, латвійських, радянських архівів), організація Яд Вашем ухвалила рішення про присвоєння Жанісу та Йоханні Ліпке звання Праведників народів світу. Одночасно з врученням документів в Єрусалимі на Алеї Праведників за традицією було посаджено дерево — поряд з деревом, присвяченим іншому спасителю євреїв у роки Голокосту, праведнику світу австрійцю Оскару Шиндлеру. Це сталося в 1977 році, коли Ліпке відвідав Ізраїль. Вшанування героя організували члени Асоціації вихідців з Латвії та Естонії.
Жаніс Ліпке помер у Ризі, в травні 1987 року. Похований у Ризі на Лісовому кладовищі.

## Відображення в мистецтві
У 2005 році в Ризькому театрі Російської драми був поставлений спектакль «Один з вас», заснований на документах і спогадах про Жаніса Ліпке. Режисер і автор сценарію — Геннадій Тростянецький.
4 липня 2007 року, в День пам'яті жертв геноциду єврейського народу, на площі біля меморіалу на місці зруйнованої Великої хоральної синагоги в Ризі, на вулиці Гоголя, був відкритий пам'ятник Жанісу Ліпке і всім рятівникам євреїв. В результаті конкурсу, оголошеного Фондом увічнення пам'яті рятівників євреїв, найкращим був визнаний проєкт студентки Академії мистецтв Еліни Лаздіні. Пам'ятник було створено за фінансової підтримки Латвійської держави, Ризької думи, Ради єврейських громад Латвії та приватних осіб.
Пам'ятник виконаний у вигляді стіни, що падає, яка символізує загрозу знищення, навислу над євреями, і колон з іменами відомих на той час 270 латвійських рятівників, які утримують цю стіну. На центральній колоні знаходиться портрет Жаніса Ліпке.
У вересні 2007 року Ризька міська дума ухвалила рішення про фінансування створення персонального меморіалу Жаніса Ліпке, який за особистої ініціативи розпочали в 1997 році створювати експрем'єр Латвії Маріс Гайліс і його дружина, архітектор Зайга Гайлі.
У 2018 році на екрани вийшов повнометражний художній фільм «Батько Ніч» про подвиг Жаніса Ліпке режисера Давіса Сіманіса. Він став подією для латвійської культурного життя.